# Guillaume-Frédéric Ronmy
Guillaume-Frédéric Ronmy, né en 1786 à Rouen et mort le 7 juillet 1854 à Passy, est un peintre français.

## Biographie
Guillaume-Frédéric Ronmy est le fils de Guillaume Ronmy, négociant, et de Marie Marguerite Grout. Son frère
Thomas Ferdinand Ronmy sera chef de bataillon.
Élève de François-André Vincent, de Joseph-Marie Vien et de Nicolas Antoine Taunay, il expose au Salon de 1810 à 1836. Il y obtient une médaille de troisième classe en 1812, une médaille de deuxième classe en 1817 et une médaille de première classe en 1827.
Peintre d'histoire et de paysage, il obtient le prix de Rome du paysage historique, puis séjourne en Italie.
En 1822, il épouse Denise Charlotte Roux.
Il meurt en 1854 à son domicile de la Grande rue à Passy à l'âge de 68 ans.
Par testament (daté du 24 août 1849), sa médaille d'art est donnée à son frère et deux petits tableaux reviennent à Grout, son cousin germain.
Après le décès de sa veuve, en 1860, ses tableaux sont dispersés lors d'une vente organisée les 6 et 10 décembre 1860.

## Œuvres exposées aux Salons parisiens
- Laban cherchant ses idoles, au Salon de 1810
- Un charlatan, au Salon de 1810
- Cincinnatus élu dictateur, reçoit les députés du Sénat, qui le trouvent labourant lui-même son champ, au Salon de 1812
- Vue d’un pont, au Salon de 1812
- Idoménée faisant bâtir la ville de Salente, au Salon de 1812
- Le couvent de Grotta Ferata. Sur le devant un ermite prêchant, au Salon de 1814
- Vue du Temple de la Sibylle, à Tivoli, au Salon de 1817
- Vue d’un intérieur à Tivoli, au Salon de 1817
- Vue prise à Genesano près le lac de Némi, au Salon de 1817
- Henri IV au siège de Paris, au Salon de 1819
- Port de mer dans la Méditerranée, au Salon de 1819
- Vue prise dans la Sabine, au Salon de 1819
- Un camp de Lapons, au Salon de 1819
- Vue près du lac d’Albano. Des religieux administrent l’aqua santa à une jeune fille malade, au Salon de 1819
- Vue de Porto-Venere, au soleil couchant, au Salon de 1822
- Le palais de Valmontone, au Salon de 1822
- Vue prise à Tivoli, au Salon de 1822
- Vue des murs de Rome, prise de la Scala-Santa, au Salon de 1822
- Une diseuse de bonne-aventure, site pris dans la Sabine, au Salon de 1822
- Abraham arrivant dans la terre de Chanaan, au Salon de 1827
- Etude d'après nature, au Salon de 1827
- Le cardinal Pompée Colonne s'emparant du capitole, au Salon de 1827
- Vue du Lac de Némi, au Salon de 1827
- Vue près d'Albano, au Salon de 1827
- Le marchand de tableaux, au Salon de 1831
- Une scène de carnaval, au Salon de 1831
- Vue prise dans les environs du Jardin des Plantes, au Salon de 1831
- Les deux moulins ; vue d'après nature, au Salon de 1833
- L'entrée d'un canal ; site d'Italie, au Salon de 1833
- Vue du Colysée, à Rome, au Salon de 1833
- Vue de l'église de Bruyère, au Salon de 1835
- Sujets divers, même numéro, au Salon de 1835
- Vue prise près de Rimini, au Salon de 1835
- Vue de Constantinople, au Salon de 1836
- La charité, au Salon de 1836